# Voglarji
Voglarji – wieś w Słowenii, w gminie miejskiej Nova Gorica. W 2018 roku liczyła 114 mieszkańców. 